# Мухаммед Тимур-султан
Мухаммед Тимур-султан (узб. Muhammad Temur sulton; XV век—1514) — представитель узбекской династии Шейбанидов. Узбекский военачальник и политик. Занимал пост хакима Самарканда. Сын основателя узбекской династии Шейбанидов Шейбани-хана (1500—1510), правнук основателя государства кочевых узбеков Абулхайр-хана (1428—1468).

## Политическая и военная деятельность
Мухаммед Тимур-султан после завоевания Мавераннахра Шейбанидами в 1501 году и в 1506—1511 годах назначен хакимом Самарканда. Он в 1505 году завоевал Балх. В 1505—1507 годы совместно с Убайдулла-ханом одерживает победу при сражении в местности Рабати Дудар над тимуридами, Фаридун Хусайна-мирзы и Ибн Хусайна-мирзы. После завоевания Герата, Шейбани-хан направляет Мухаммед Тимур-султана и Убайдулла-хана в Мешхед где они снова одерживают победу над другими тимуридами, Абул Мухсина-мирзы и Кепака-мирзы.
В 1510 году Шейбани-хан находился в Герате. В это время сефевидский шах Исмаил I напал на Западный Хорасан. Основная часть войск Шейбани-хана стояла в Мавераннахре, поэтому он, посоветовавшись со своими эмирами, отступил к Мерву. Все узбекские ханы, находившиеся в Хорасане, в том числе и военачальник Джан Вафа-мирза, бежали от кизылбашей и прибыли в Мерв. Шейбани-хан отправил вестника к Убейдулле-хану и Мухаммеду Тимуру-султану за помощью. В декабре 1510 года Мухаммед Шейбани-хан, не дожидаясь шедшего к нему 30 тысячного подкрепления, поддавшись провокации шаха Исмаила I, с пятитысячным войском выступил из города, бросился преследовать шаха и попал в засаду. В битве при Мерве 2 декабря 1510 года (по другим данным 30 ноября 1510 года, войско Шейбани хана было окружено 17-тысячной армией шаха Исмаила I. В «Бабур-наме» события того периода не освещаются. Мухаммед Тимур-султан опаздывает с оказанием помощи в битве. Согласно историческим исследованиям в бою пали многие представители узбекской аристократии и сам Шейбани-хан. Обезглавленный труп Шейбани-хана был привезен в Самарканд и захоронен в суфе во дворе медресы, которое, по словам Абу Тахир-ходжи, получило известность под именем Шейбани-хана «с того времени, когда Мухаммед Тимур-султан похоронил в нем тело своего отца». После смерти Шейбани-хана строительство данного медресе было продолжено Мухаммед Тимур-султаном.
А тем временем Исмаил I продолжал наступление на восток: без боя взят Герат, на главные посты назначены люди шаха. Весной 1511 года Исмаил I вступает в Заамударьинские области. Мухаммед Тимур-султан и Убайдулла-хан через бывшего визиря Шейбани-хана ходжу Камаледдина Махмуда Сагарджи просили Исмаила I не вступать в Мавераннахр. Шах согласился. В результате все районы по левому берегу Амударьи отходили к Сефевидам. по правому к Шейбанидам.
В 1512 году происходит решающее битва в Гиждуване Шейбанидов Мавераннахра с одной стороны и тимурида Бабура и союзного контингента из Сефевидского Ирана под командованием Наджма Сани с другой, в ходе которой Шейбаниды во главе с Убайдулла-ханом одержали решительную победу над армией Бабура и Наджми Сани.

## Семья
Одной из жен Мухаммед Тимур-султана была дочь казахского хана, Бурундук-хана — Михр Султан-ханум. Согласно источникам, когда казахский хан Бурундук-хан и сыновья Джанибек-хана — Касым султан и Адик султан со всеми моголами находились в горах Ала-Тау, к ним прибыл с малочисленным отрядом Шейбани-хан и нанес им поражение. Бурундук-хан, сказав «сопротивление этому человеку не дает никакого результата», решил стать сватом; сын Шейбани-хана, Мухаммед Тимур-султан стал ему зятем, а другую дочь Бурундук-хан выдал брату Шейбани-хана, Махмуд-султану Таким образом, Бурундук-хан завязал более близкие родственные отношения с семьей Шейбани-хана. Он выдал за него, его сына и племянника трёх своих дочерей. Предполагают, что это событие произошло в 1495 году.
У Мухаммад Тимур-султана был один сын — Пулад-султан. В 1501 году, при завоевания Мавераннахра Шейбанидами Пулад-султан назначен хакимом Хорезма. Он вместе со своим отцом и Убайдулла-ханом принимал активное участие в борьбе Шейбанидов против тимуридско-сефевидской коалиции 1512 году. У Пулад-султана был один сын — Кукбури-султан. У него не было потомства. Пулад султан умер в 1528/29 году.

## Смерть
В 1514 году во время похода против остатков войск Бабура в Гиссар Мухаммед Тимур-султан заболел и умер, как уточняется в «Вакф-наме», 17 марта 1514 года в степи Кулок в Кулябском вилайете. Останки его были привезены в Самарканд и похоронены рядом с отцом, дядей и бабушкой в медресе Шейбани-хана.